# Waltierita
La waltierita o també walthierita és un mineral de la classe dels sulfats, que pertany al grup de l'alunita. Anomenada així en honor de Thomas N. Walthier, geòleg que va participar en l'exploració dels districtes miners de l'Indio i de Tambo, a la regió de Coquimbo, Xile.

## Característiques
La waltierita és un sulfat de fórmula química Ba0.5Al₃(SO₄)₂(OH)₆. Cristal·litza en el sistema trigonal. La seva duresa a l'escala de Mohs és 3 a 4.

## Formació i jaciments
Es troba reomplint falles, format com a reacció de fluids hidrotermals amb la barita. La walterita es troba íntimament associada a l'alunita, la barita. el quars. la pirita i la jarosita. També han estat trobats cristalls ben formats associats a alunita, s'han trobat amb composicions intermèdies entre alunita i waltierita.